# 和田まどか
和田 まどか（わだ まどか、1995年1月16日 - ）は、日本のプロボクサーである。神奈川県横浜市出身。第9代OPBF女子東洋太平洋ミニマム級王者。2014年・2018年世界女子選手権銅メダリスト。芦屋大学卒業。サウスポー。DANGAN GYM所属。かつてはTEAM10COUNT GYMに所属していた。

## 来歴

### アマチュア時代
小2でフルコンタクト空手（新極真会）を始め、ジャパンカップ2連覇、ドリームカップ2連覇などを達成。田奈高校進学後にロンドンオリンピックよりボクシングが加わることを知りファイティング原田が経営するボクシングジムの門を叩く。高校時代には後のWBA・WBO女子世界アトム級王者松田恵里のアマチュアデビュー戦の相手になった。
2012年2月、ロンドン五輪への関門となる全日本女子アマチュアボクシング選手権大会にフライ級で初出場するも、準決勝で箕輪綾子にRSCで敗退。しかし、高校生での3位入賞を買われ、五輪不採用のライトフライ級でアジア選手権出場、国際大会デビューとなった大会は初戦で惜敗。さらに世界選手権出場も果たし、1回戦を勝利するが2回戦で当時の世界ランク2位に判定負け。
9月には第2回タイペイ市カップ国際トーナメントに出場。初戦で世界ランク2位の選手に大差で勝つも、試合中の負傷により銅メダル獲得に終わる。
同年12月の全日本選手権では初めて決勝まで進み、世界女子ジュニア選手権優勝者で後のWBO女子世界ミニマム級王者佐伯霞との高校生対決（学年は和田が二つ上）となったが、判定で敗れ準優勝。
同年のプロアマ年間表彰で田中恒成とともにアマチュア新鋭賞を受賞。
2013年、芦屋大学に進学。同期には後の東洋太平洋女子ミニマム級王者千本瑞規がいる。4月に後楽園ホールで行われたチャレンジマッチで矢野明日香に1回RSC勝利。同年の全日本選手権では決勝で前回敗れた佐伯霞を破り初優勝。
2013年1月、2013年度年間優秀選手表彰式で柏崎刀翔（自衛隊）と共に努力賞に表彰される。
2014年、世界選手権に2大会連続出場。3勝を挙げて準決勝まで進出、優勝したナジム・キザイベイに敗れたものの、銅メダルを獲得した。世界選手権における日本人のメダル獲得は、アマチュアボクシングの歴史の中でも4人目の出来事であり、女子に於いては史上初の快挙となる。
2015年の全日本選手権は2016年リオデジャネイロオリンピックで採用されるフライ級に転級し、近畿大学に進学した佐伯霞と決勝で再戦、これを勝利して優勝とともにオリンピック予選を兼ねる世界選手権出場権を獲得した。
2016年、世界選手権にフライ級で出場するが、アルメニアの選手に敗れリオ五輪を逃した。ボクシングが正式競技として初採用された希望郷いわて国体のフライ級に出場し、決勝で2010年アジア大会銅メダリストの新本亜也を判定で破り優勝。全日本選手権では決勝で後のWBO女子世界スーパーフライ級王者晝田瑞希を降し4連覇達成。
2017年より福井県体育協会所属となる。2017愛（え）顔つなぐえひめ国体では後の東京オリンピック銅メダリストの並木月海を判定で破り連覇。全日本選手権でも晝田を2年連続で降し5連覇達成。
2018年はジャカルタ・パレンバアジア大会に出場、準々決勝まで進むも、北朝鮮の選手に負け。しかし、世界選手権では準決勝でウクライナの選手に判定で敗れるも2大会ぶり銅メダル獲得。全日本選手権では準々決勝で木下鈴花に1-4の判定で敗退。
2019年10月の全日本女子選手権で決勝まで進むが、河野沙捺に判定で敗れ準優勝。これにより2020年東京オリンピックへの道が絶たれた。
その後一度は引退も検討したが、2020年4月より親交のあった真正ボクシングジムの山下正人会長から依頼を受けトレーナーに就任するとともに母校芦屋大を拠点に現役を続行することを決めた。
2022年5月、世界選手権にミニマム級（48kg）で出場するが、2回戦でイギリスの選手に敗れた。
2023年1月15日、世界選手権のミニマム級（48kg）代表決定戦（ボックスオフ）で加藤光に勝利し、世界選手権の出場権を獲得した。2月26日、パリオリンピック大陸予選を兼ねるアジア競技大会のライトフライ級（50kg）代表決定戦で並木月海と対戦予定だったが、和田は怪我で欠場し不戦敗となったため、出場権を獲得できなかった。3月、世界選手権にミニマム級（48kg）で出場するが、準々決勝でインドの選手に敗れた。
11月に行われた2024年パリオリンピック世界予選代表選考会を兼ねた全日本選手権で決勝まで進むが、前年のアジア選手権優勝の木下鈴花に敗れ準優勝となり、パリ五輪出場を逃した。2024年度年間優秀選手表彰式でアマチュア部門技能賞を受賞。

### プロ転向
2024年1月30日、TEAM10COUNT GYM所属としてプロ転向を表明。高校時代より交流のあった同ジムの鳥海純会長から誘いと、松田恵里の存在が所属の決め手となった。2月2日にプロテストを受験し合格。オリンピック・世界選手権の女子メダリストとしては初のプロ転向となる。なお、スパーリング相手は当初同門の日本・OPBF東洋太平洋女子アトム級王者である狩野ほのかの予定と報道されていたが、最終的には松田が務めた。
2024年4月2日、後楽園ホールにてピムチャノック・セブジャンダ相手に女子では初となる特例A級（アトム級8回戦）でプロデビュー。3回1分47秒TKOで勝利。
2024年6月14日、前王者千本瑞規の王座剥奪に伴うOPBF東洋太平洋女子ミニマム級王座決定戦として、ジュダーティップ・シティチェンと対戦し、2回1分19秒TKOで勝利し、プロ2戦目で王座獲得。松田恵里と並ぶ国内最速タイとなるプロ2戦目で東洋太平洋王座獲得を果たした（地域タイトルとしては千本瑞規、但馬ミツロとも並ぶタイ記録で、後に坪井智也も並ぶ。デビューから73日での戴冠は歴代最短）。
2025年2月12日、SNS上でDANGAN GYMへの移籍を発表。
2025年3月18日、移籍初戦としてOPBF女子ミニマム級6位の欧阳建平と対戦。3-0判定勝利。
2025年6月26日、東洋太平洋王座の初防衛戦としてカレアン・リバスと対戦。2回にダウンを奪うと、7回にレフェリーストップを呼び込みTKOで初防衛成功。

## 戦績
- アマチュア：58勝（13KO/RSC）10敗
- プロ：4戦 4勝（3KO） 無敗

| 戦           | 日付          | 勝敗 | 時間    | 内容    | 対戦相手                       | 国籍       | 備考                                   |
| ------------ | ------------- | ---- | ------- | ------- | ------------------------------ | ---------- | -------------------------------------- |
| 1            | 2024年4月2日  | ☆    | 3R 1:47 | TKO     | ピムチャノック・セブジャンダ   | タイ       | プロデビュー戦                         |
| 2            | 2024年6月14日 | ☆    | 2R 1:19 | TKO     | ジュダーティップ・シティチェン | タイ       | OPBF東洋太平洋女子ミニマム級王座決定戦 |
| 3            | 2025年3月18日 | ☆    | 6R      | 判定3-0 | 欧阳建平                       | 中国       |                                        |
| 4            | 2025年6月25日 | ☆    | 7R 1:30 | TKO     | カレアン・リバス               | フィリピン | OPBF防衛1                              |
| テンプレート |               |      |         |         |                                |            |                                        |

## 獲得タイトル
- アマチュアボクシング
  - 第2回タイペイ市カップ国際トーナメント　ライトフライ級銅メダル
  - 第12回全日本アマチュアボクシング選手権大会ライトフライ級優勝
  - 第13回全日本アマチュアボクシング選手権大会　ライトフライ級優勝
  - 第14回全日本アマチュアボクシング選手権大会フライ級優勝
  - 第15回全日本アマチュアボクシング選手権大会フライ級優勝
  - 第16回全日本アマチュアボクシング選手権大会フライ級優勝
  - 岩手県　国民体育大会フライ級優勝
  - 愛媛県　国民体育大会フライ級優勝
  - 2014年世界女子ボクシング選手権大会ライトフライ級銅メダル
  - 2018年世界女子ボクシング選手権大会ライトフライ級銅メダル
- プロボクシング
  - OPBF東洋太平洋女子ミニマム級王座（防衛1）